# Kaplan Klemen
Karel Mauser je dramo napisal leta 1964 v Celovcu.

## Osebe
- Klemen Gornik, kaplan
- Gornik, kmet, njegov oče
- Gornikova, njegova mati
- Gospod Vencelj, župnik
- Jelka, učiteljica
- Resman, Košak, Grilcv, kaplanovi sovražniki
- Marjeta, izgubljeno dekle
- Trpin, stari barakar
- Meglič, trgovec, Jelkin mož
- Vratar v semenišču, odrasli in otroci-barakarji

## Povzetek

### 1. dejanje
Klemen stoji pred težko odločitvijo: ali v semenišče ali k poroki z Jelko. Vas z materjo vred pritiska, da bi šel za duhovnika, Jelka ga vleče k sebi, le oče in župnik ga razumeta. Končno se Klemen odloči za semenišče in se poslovi od Jelke. Čuti se poklicanega za ljubezen do vseh, njegovo srce se prazni, da bo v njem prostora za vse revne in trpeče.

### 2. dejanje
Klemen že kot semeniščnik skrbi za reveže v barakarski »Sibiriji«. Gospod Vencelj mu prinaša darove zanje, zbral jih je po vasi, in ga bodri v njegovi nameri, da bi se kot duhovnik naselil med barakarji kot enak med enakimi. Toda med barakarji že nastaja odpor proti Klemenu, vodi ga Resman, ki si je s pomočjo pijače pridobil se nekaj drugih; ti hujskajo, češ da so farji vsega krivi, ker z gospodo drže zoper reveže. Večina pa hodi k njemu po pomoč, tudi stari Trpin, ki Resmana sovraži - ta je bil namreč sokriv za smrt Trpinovega sina, obenem pa uničuje Trpinovo nečakinjo Marjeto, svojo ljubico; ubogo dekle je spolno bolno in obsojeno na strašno smrt. Klemenova dobrota utira starcu spet pot do Boga, ki ga je bil v trpljenju izgubil. - V semenišče pride tudi Jelka z zaročencem Megličem, da Klemena povabi na poroko. Meglic je dobrega srca, rad pomaga in s Klemenom se hitro ujameta. Klemen obema zaželi vso srečo v zakonu.

### 3. dejanje
Klemen se je naselil med barakarji. Ljudje, ki jih je naščuval Resman, razsajajo pred njegovimi vrati, radi bi ga pregnali iz naselja. Trpin stoji Klemenu ob strani, pripravljen je tudi udariti, le da bi kaplan ostal med njimi. Ko pride Grilc grozit, mu Trpin očita ravnanje z Marjeto in mu pokaže vrata, kaplan pa pogumno stopi pred ljudi in pozove Resmana, naj pove, kaj ima zoper njega. A Resman se je potuhnil. Grilc vrže kamen v kaplana, a to je za ljudi že preveč, razidejo se s slabo vestjo. Preden Trpin odide, poprosi kaplana, naj skuša dobiti denar za Marjetino zdravljenje. - Medtem zarotniki naklepajo, kako bi kaplana umazali pred ljudmi. V zaroto pritegnejo tudi Marjeto z obeti, da bo dobila denar za zdravljenje. Marjeta obljubi, da bo kaplana speljala v past. Ko Resman ostane sam, pride Klemen z malim Tončkom, ki se je bil izgubil. A Resman ne seže v ponujeno roko, surovo vrže kaplana čez prag.

### 4. dejanje
Kaplana, ki se igra z otroki, pride Trpin posvarit, da spet nekaj naklepajo zoper njega; ponudi svojo pomoč, če bo treba. Za Trpinom pride Marjeta. Kaplan ji da nekaj denarja in že so tu »priče«, da kaplan ponoči, na samem, daje denar dekletu, ki je znano kot pocestnica. A Marjeta se obrne zoper Resmana, maščevalno odkrije njegovo podlo spletko in se, od bolezni že na pol nora, zažene vanj. Resman zbeži, Marjeto odpelje policija. To Grilca tako prizadene, da - premagan od kaplanove dobrote - skrušeno prizna svojo krivdo. Vtem se vrne Trpin; iz bolečine zaradi Marjetine usode se je bil hotel obesiti, a zavest, da ga Klemen čaka, ga je rešila. Pač pa se je obesil Resman. Pretresen se Trpin odloči in poprosi Klemena za spoved. Ljubezen rešuje, trpljenje je rodilo milost.